# 馬廖
馬 廖（ば りょう、生年不詳 - 92年）は、後漢の外戚。字は敬平。本貫は右扶風茂陵県。馬防・馬光・明徳馬皇后の兄にあたる。

## 経歴
馬援の長男として生まれた。父の蔭官により若くして郎に任じられた。60年（永平3年）、妹の馬皇后が立つと、馬廖は羽林左監・虎賁中郎将に任じられた。
後に軍司馬の鄭衆とともに車師を攻撃した。
明帝が死去すると、遺詔により馬廖は禁門をつかさどることとなり、趙熹に代わって衛尉となって、章帝に尊重された。
馬廖は明徳皇太后に徳政をおこなうことを勧める上疏をおこなった。
馬廖は性格が誠実慎重で、権勢や名声を好まず、毀誉褒貶に囚われなかった。封爵を受けるのを辞退し続け、ようやく79年（建初4年）に順陽侯に封じられた。特進として官を引退し、邸に隠居した。賞賜あるたびに、辞退して受け取らなかった。
92年（永元4年）、死去した。諡は安侯といった。

## 子孫

### 子
- 馬豫（歩兵校尉）
- 馬遵（後嗣、程郷侯）

### 孫
- 馬度（潁陽侯、馬豫の子）

## 伝記資料
- 『後漢書』巻24 列伝第14